# Dan Potra
Dan Nicolae Potra, född den 28 juli 1978 i Timișoara i Rumänien, är en rumänsk gymnast.
Han tog OS-brons i lagmångkampen i samband med de olympiska gymnastiktävlingarna 2004 i Aten.